# Uña Ramos
Pour les articles homonymes, voir Ramos.
Uña Ramos, né Mariano Uña Ramos le 27 mai 1933 en Argentine, à Humahuaca et mort le 23 mai 2014 à Nogent-sur-Marne, est un flûtiste virtuose argentin, facteur de ses propres instruments (principalement la quena et l’antara aussi nommée siku) également compositeur et considéré comme l’un des interprètes sur instruments à vent d’origine autochtone les plus notoires de l’histoire de la musique de l’Altiplano.

## Biographie

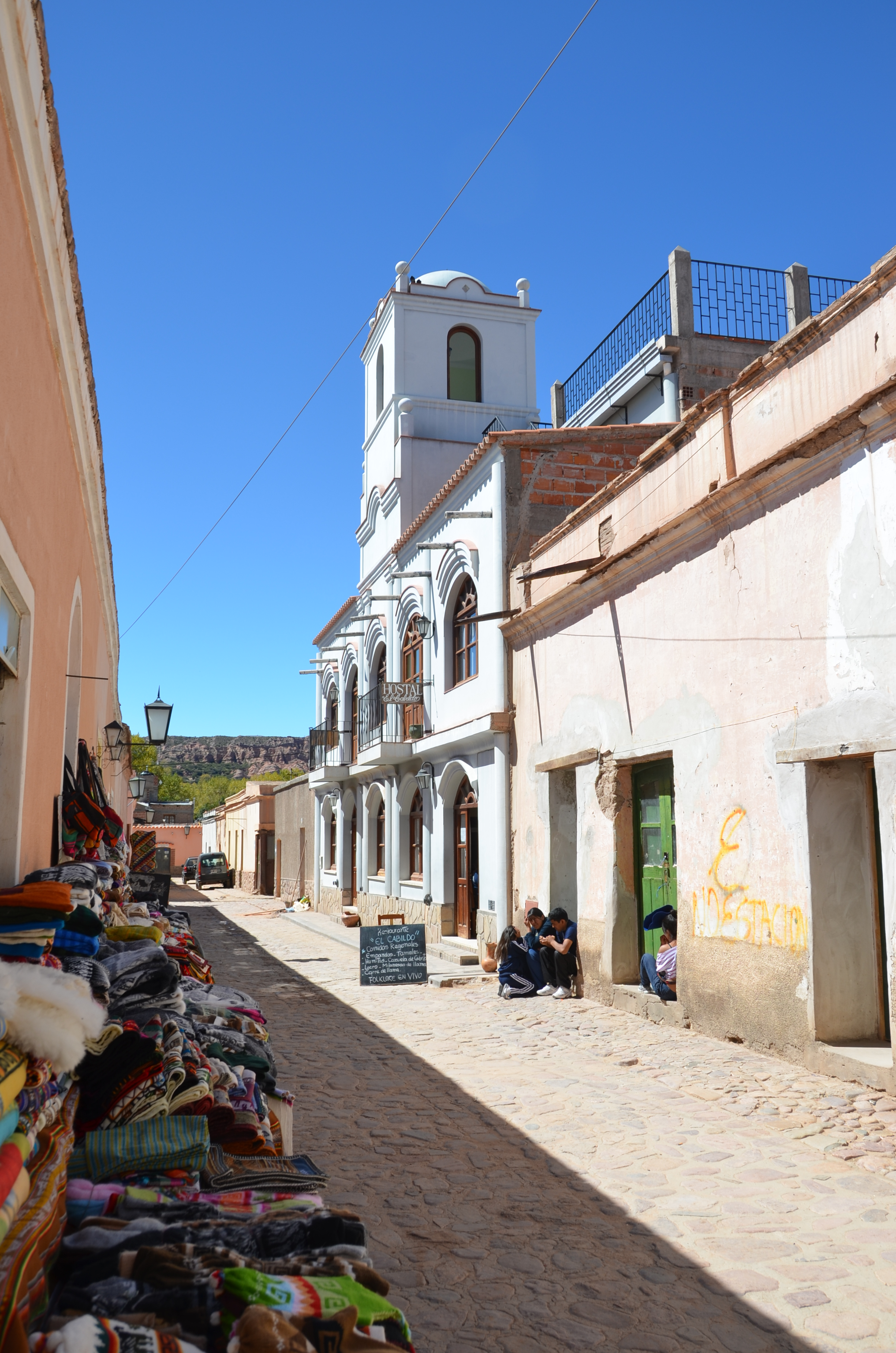
Une rue de Humahuaca

Dans des temps très anciens, la famille d’Uña Ramos se consacre au soin de vigognes dans les montagnes. Son père, Uña Guarache (nom aymará ou quechua), est un maçon qui quitte son pays lors de la guerre dans le Gran Chaco pour se réfugier en Argentine, tout en gardant sa nationalité bolivienne.
Sa mère, née à Humahuaca, est issue d’une famille originaire d’Arequipa, au Pérou.
Ayant reçu sa première quena à l’âge de quatre ans, cadeau de son père — qui l’avait lui-même fabriquée —, il se révèle dès lors surdoué pour la musique.
Uña Ramos tient par-dessus tout à dire que les origines de sa musique sont dans le folklore et le traditionnel, mais que son but, en composant, est de s’en éloigner pour accéder à une variété plus classique, ne serait-ce qu’en quittant définitivement la gamme pentatonique pour la gamme chromatique, et en s’adaptant aux instruments les plus divers, aussi bien le violon ou le violoncelle que la caisse claire et la guitare à douze cordes.
Uña Ramos offre tout au long de sa carrière d’innombrables concerts sur les cinq continents et sa discographie comprend près d'une vingtaine d'albums et de très nombreuses rééditions et compilations. Rien qu’au Japon, où il est honoré comme un auteur exceptionnel, il vend plus de quinze millions de disques.
Alors qu'il est en pleine activité, offrant des cours magistraux pour les musiciens professionnels à travers l’Europe, où il vit depuis plus de quarante ans, une maladie subite se déclare dont il meurt quelques mois plus tard, le 23 mai 2014, dans sa quatre-vingt-unième année, à Nogent-sur-Marne.
Ses obsèques sont célébrées le 28 mai. Le 1er mars 2015, les cendres du musicien sont rapportées à Humahuaca, puis dispersées au vent dans la montagne « pour trouver [son] écho », selon son désir comme l’a rappelé sa veuve, Elizabeth Rochlin. 
Pour cet hommage sont venus, de France, son fils Jonathan et, de Buenos Aires, sa fille Beatriz, ainsi que son amie proche Sandra Ceballos, sa sœur Rosa et toute la famille Ramos de Humahuaca.

## Carrière
Uña Ramos donne son premier concert à l’âge de sept ans. À onze ans, il commence à enseigner la musique andine au conservatoire de Santiago del Estero, où il reste six années avant de partir pour Buenos Aires, qui devient, plus tard, le tremplin pour rejoindre l'Europe.
Au début des années 1970, il fait une tournée internationale avec Paul Simon (du duo Simon et Garfunkel) et le groupe Los Incas (devenu ensuite le groupe Urubamba), interprètes du fameux chant El cóndor pasa, qui est un succès planétaire.
Établi à Paris en 1972, il connaît une célébrité mondiale dans les années 1970, 1980 et 1990, en France, en Belgique, en Allemagne, en Suisse, en Italie, au Japon… Il reçoit, en France, le grand prix du disque de l’Académie Charles Cros en 1979 pour « Le Pont de bois » (« Puente de madera »). En 1980, il participe à la « Symphonie celtique » œuvre que présente Alan Stivell au Festival interceltique de Lorient  dans laquelle sont associées les cultures andine, berbère, indienne, tibétaine… Uña Ramos se produit aussi dans les pays d'Europe de l’Est.
Ami d’Astor Piazzolla, de Mercedes Sosa et d’Atahualpa Yupanqui, il travaille, à partir de 1981, en collaboration avec le guitariste français Bruno Ulysse Pauvarel.
Plus attaché aux épisodes de sa carrière au Japon qu’aux tournées avec Simon et Garfunkel, il lui importe de se démarquer du folklore, ses œuvres unissant subtilement la musique traditionnelle des Andes et la musique européenne. Il n’hésite pas à faire appel aux instruments classiques comme aux guitares électriques et aux synthétiseurs (voir plus bas la discographie). Uña Ramos enregistre deux albums en public depuis la Philharmonie de Berlin, et utilise les flûtes andines dans toute l’étendue de la gamme chromatique, et non comme des instruments pentatoniques. 
Ses derniers récitals ont lieu en Allemagne à la fin de la première décennie des années 2000, principalement à Berlin en janvier 2007.

## Instrumentarium

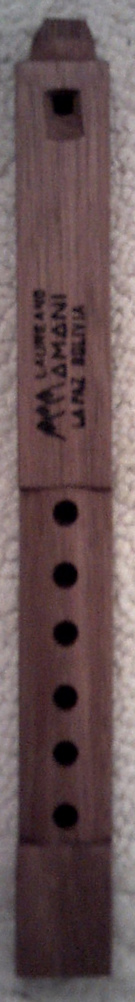
Une tarka

Uña Ramos utilise toutes sortes de flûtes, qu’il confectionne lui-même. Son instrument de prédilection est toutefois la quena (ou kena), une flûte droite à encoche qui se tient verticalement, légèrement à l’oblique, comme on peut le voir sur la photo du cartouche à droite au début de l'article.
Apparentés à la quena, la quenilla (kenilla) est plus petite contrairement au quenacho (kenacho), qui peut mesurer jusqu'à 80 cm et qui donne un son plus grave.

Tout à fait autre est la famille de l’antara (antara grande ou antara pequeña) aussi nommée sicu (siku), puisqu’il s’agit de flûtes de Pan, c'est-à-dire composées de plusieurs tuyaux juxtaposés (de sept à dix-sept, voire trente-trois au Pérou), éventuellement sur plusieurs rangs. 

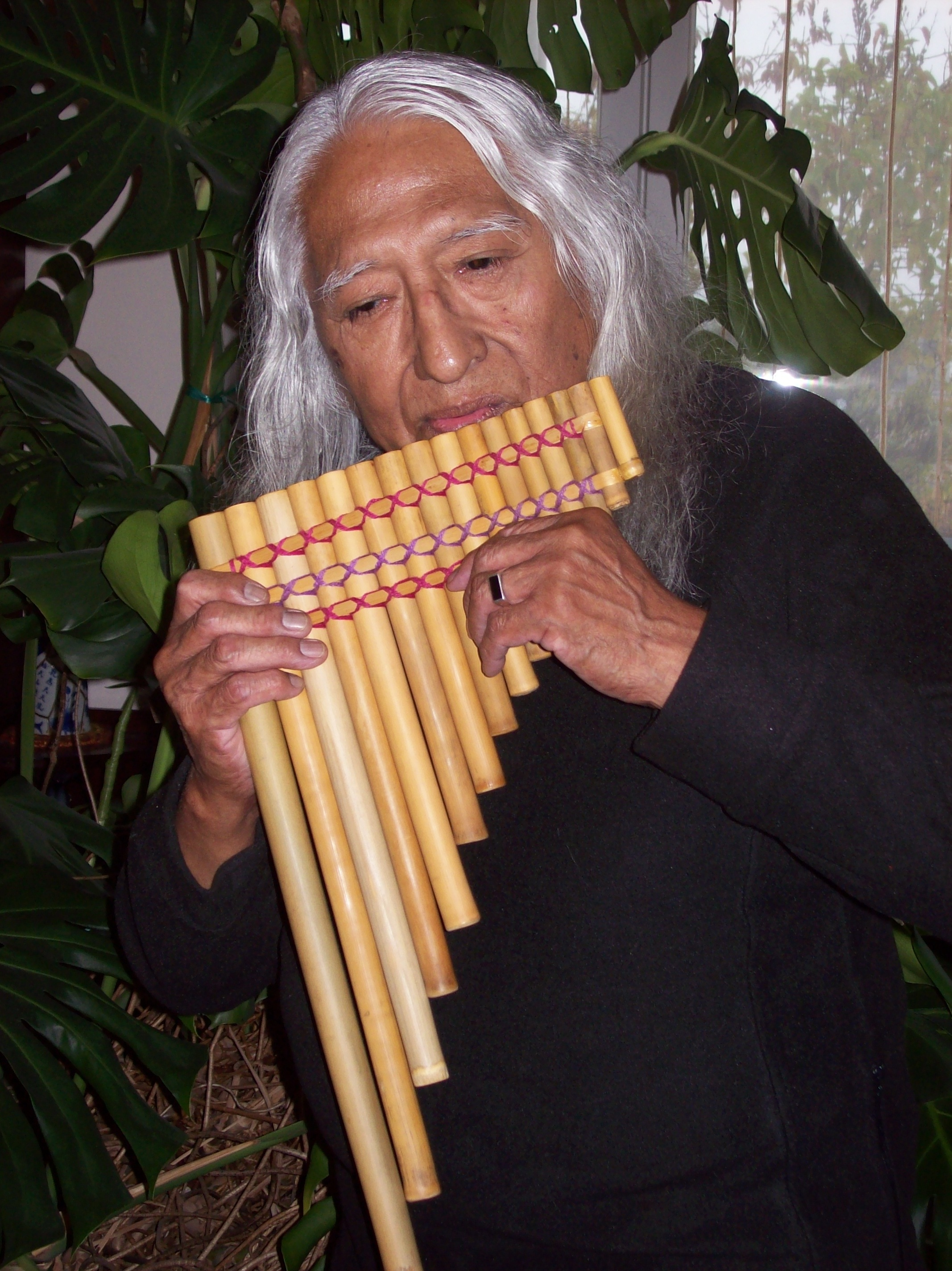
Uña Ramos jouant sur l’antara

 Traditionnellement, le flûtiste ne fait pas glisser ses lèvres le long de l'instrument, mais souffle dans chaque tube séparément tout en claquant légèrement la langue ; par cette technique, le jeu acquiert un caractère staccato. Uña Ramos outrepasse ce type de jeu.
La flautilla, qui a trois trous, et le pinquillo (pinkiillo), qui en a six, quant à eux, sont des flûtes à bec, ainsi que la tarka au son grave ou celle plus petite au son plus percutant (aussi appelée anata (es)).
L’erkencho (dérivé de l’erke) est encore différent puisque c’est un instrument à anche.

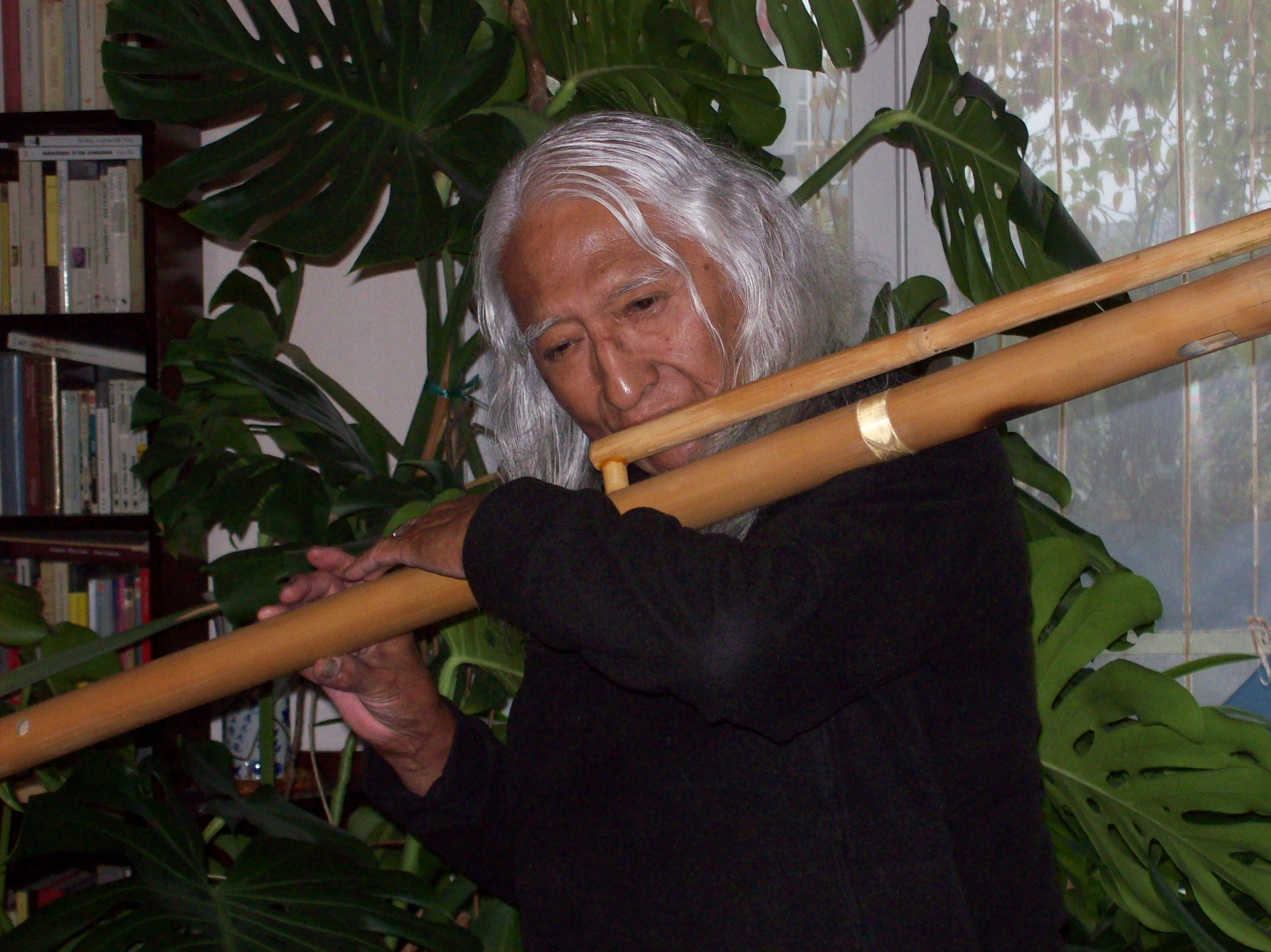
Uña Ramos jouant sur le mohoceño

Parmi les instruments que fabrique et utilise Uña Ramos, on peut encore citer le mohoceño, spectaculaire flûte traversière à conduit, au son grave.
Enfin, on ne saurait oublier que, particulièrement apprécié lors de ses spectacles en Extrême-Orient, il arrive à Uña Ramos de jouer aussi sur le traditionnel shakuhachi, instrument japonais d’origine chinoise.

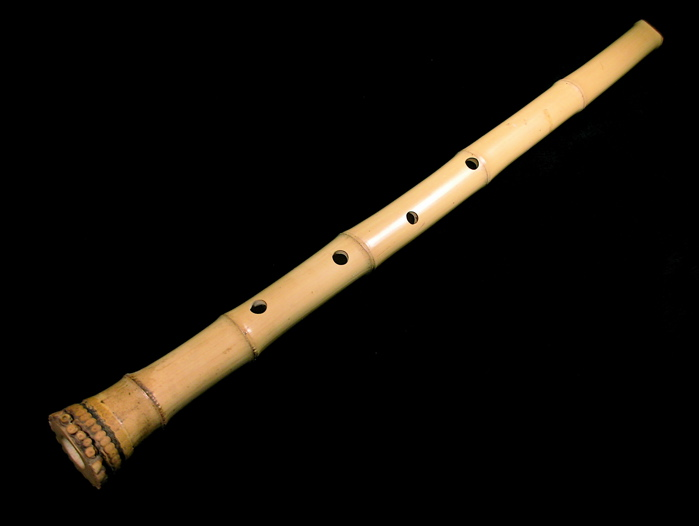
Un shakuhachi

## Citations

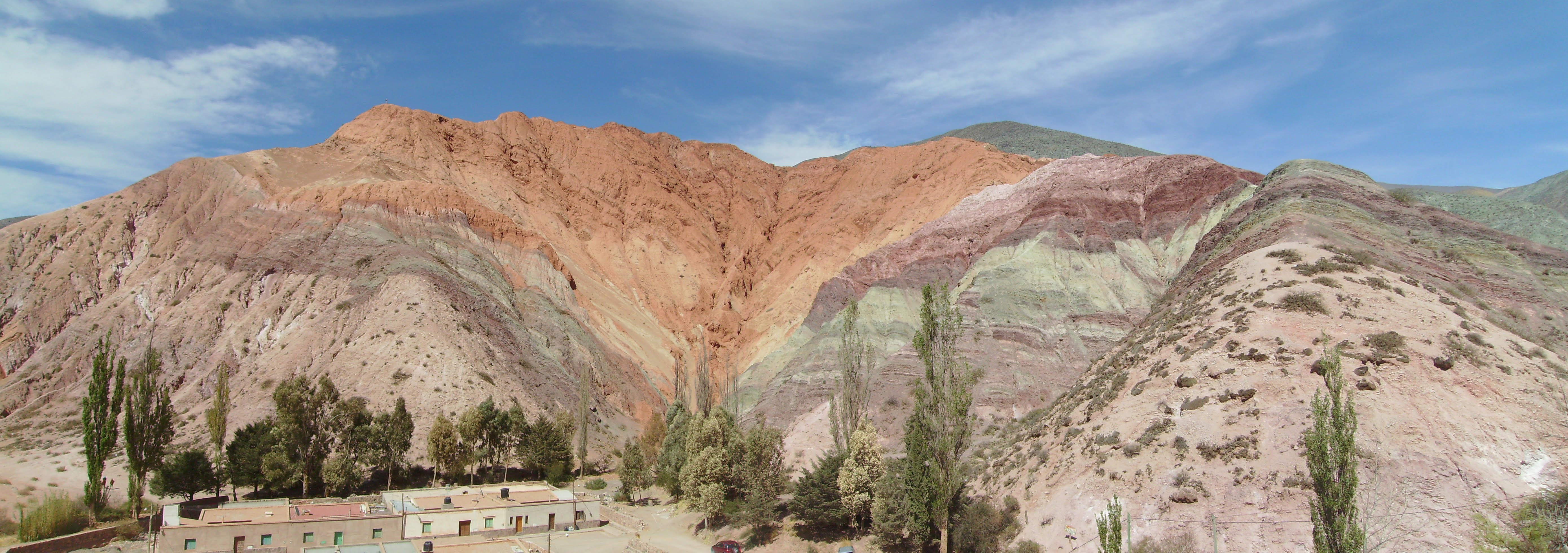
La montagne aux sept couleurs de Purmamarca

« Je suis né à Humahuaca, en Jujuy, presque à la frontière avec la Bolivie. La vallée, la magnifique gorge… nul ne peut oublier cet endroit, c’est la région où vivent les vigognes. À Humahuaca le printemps est rempli du parfum des oranges, c’est fleuri, coloré, le ciel est toujours bleu et même quand il pleut tout est dégagé très rapidement. C’est la montagne ! Le vent, l’odeur de la terre… Connaissez-vous Purmamarca ? Les sept couleurs de la montagne ? Rien de tout cela ne s’oublie. »

« Je suis parti d’Argentine comme tout le monde. J’ai quitté Buenos Aires en 1971 et suis arrivé à Paris invité par mon label, avec deux albums sous le bras pour faire la présentation. On pourrait dire que je suis entré alors dans le commerce international. Comment je suis venu jusqu'ici ? Je vis dans le monde, je suis un citoyen du monde. J’habite dans le pays qui m’a reçu, la France, mais je ne me sens pas français, je vis simplement là, et seulement occasionnellement. Ma famille ? Il ne me reste personne : ma mère nous a quittés, mon père aussi… et mes enfants sont dans le monde. Je suis né en 1933, j’ai 70 ans. Mais je n’ai pas peur de mourir un jour. »

## Photographies

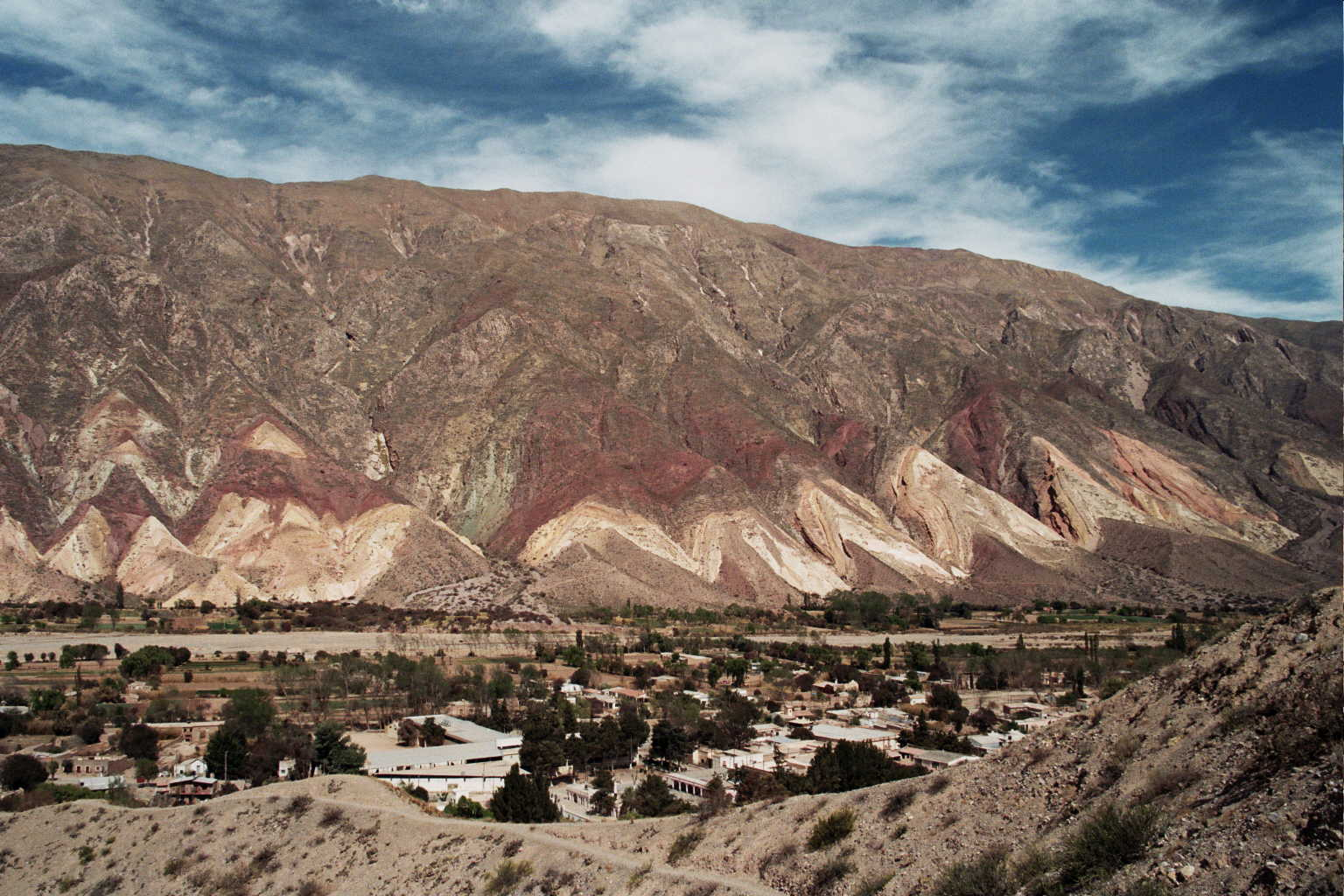
La Quebrada de Humahuaca
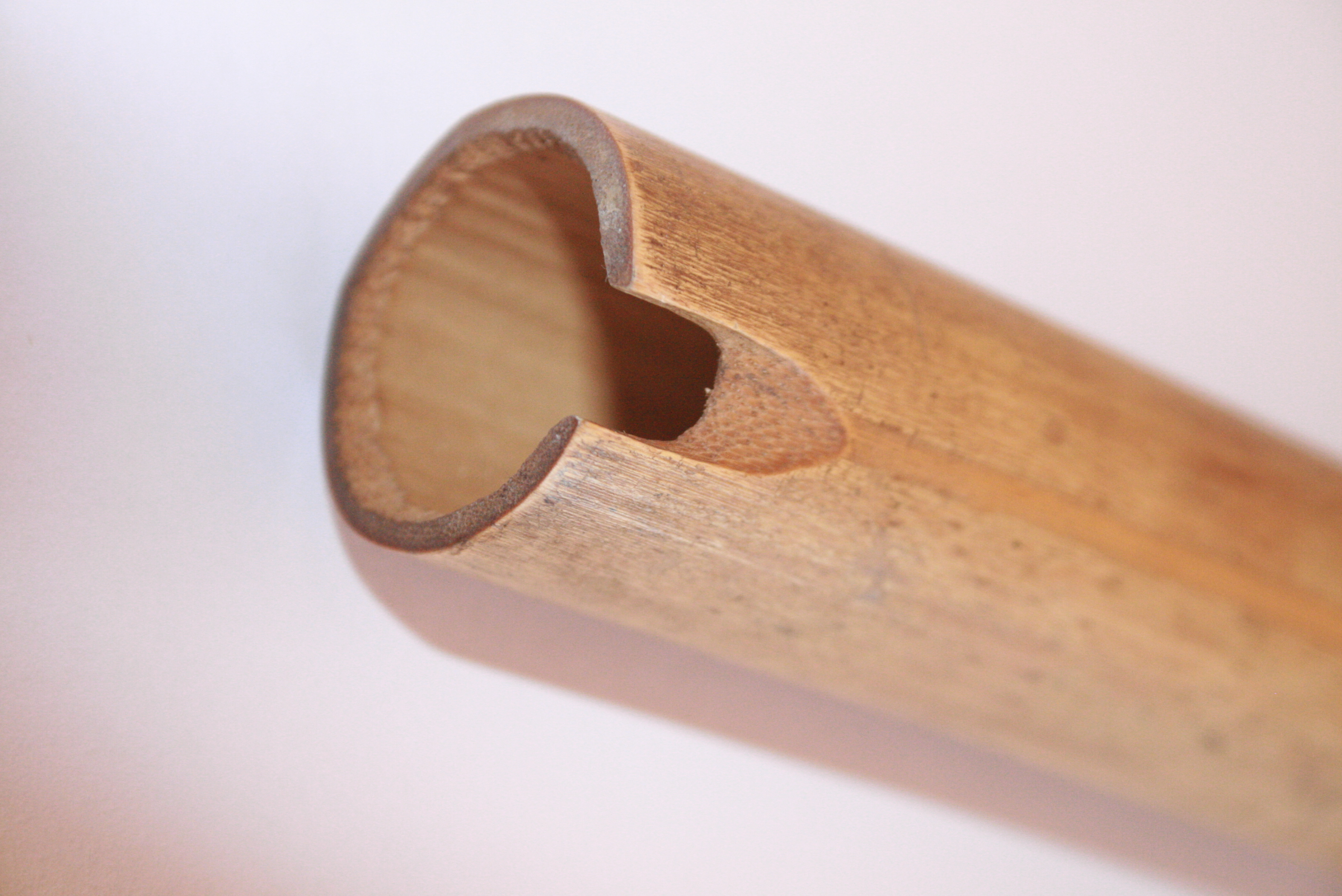
L’embouchure à encoche caractéristique de la quena, la flûte droite des Andes
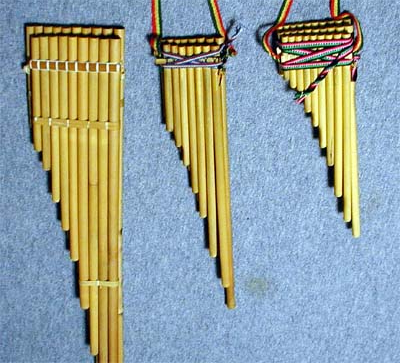
Face interne de différentes flûtes de pan andines (sikus), dont une à trois rangs de tuyaux
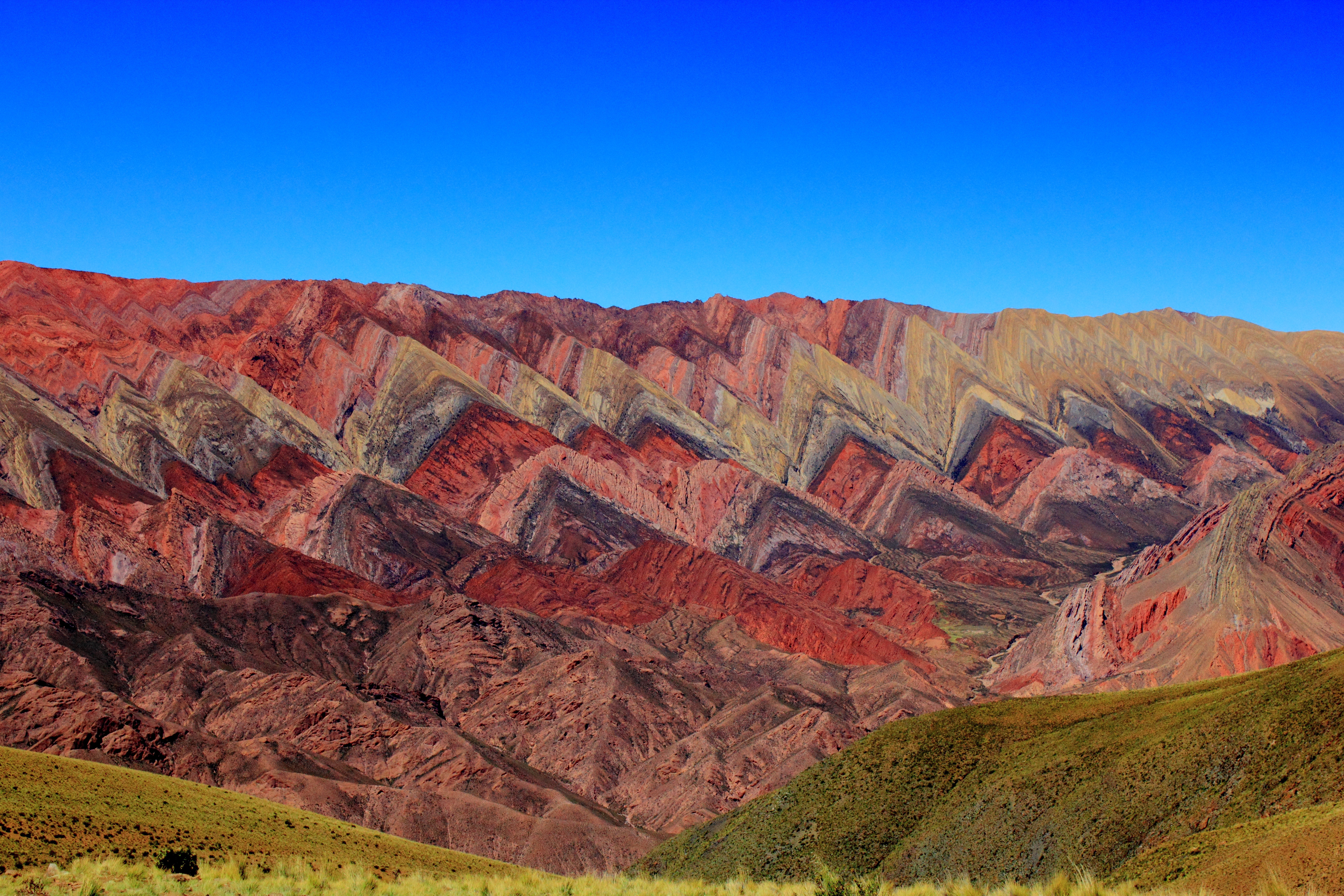
La Serranía de Hornocal, non loin de Humahuaca, dans la Quebrada

## Discographie

### Participations
- 1974 Album Urubamba, du groupe Urubamba (ex-Los Incas), comportant un morceau intitulé Uña, composé par Jorge Milchberg[15] et Uña Ramos.
- 1974 Album Paul Simon in Concert: Live Rhymin’, de Paul Simon.
- 1979 Album Symphonie Celtique : Tír na nÓg, d’Alan Stivell.
- 1988 Album La pianta del tè, composé en collaboration avec l'Italien Ivano Fossati à Milan.
- 2003 Album Piano Works, arrangements pour piano d’œuvres d’Uña Ramos par Sebastian Forster.
- 2005 CD single the Sea Princess techno, reprise techno du titre la Princesa del mar.